# Übergangszeit (Reiseverkehr)
Übergangszeit (oder Mindestübergangszeit) ist im Reiseverkehr die zum Umsteigen der Passagiere und zum Überführen des Gepäcks zwischen zwei Transportmitteln verfügbare Zeitspanne.

## Allgemeines
Als Transportmittel kommen Eisenbahn, Flugzeug, Kraftfahrzeug (Taxi), Omnibus oder Schiff in Betracht. Muss das Transportmittel gewechselt werden, spricht man vom Umsteigen, wobei auch etwaiges Gepäck zu berücksichtigen ist. Das Umsteigen kann sowohl innerhalb der gleichen Transportmittelart (beispielsweise von der Zuggattung Schnellzug in die Zuggattung Regional-Express) als auch zu anderen Transportmittelarten (etwa vom Flugzeug in den Reisebus) vorkommen. Die Übergangszeit ist mithin der Zeitraum, der im Reiseverkehr für das Umsteigen und das Überführen des Gepäcks von einem zum anderen Verkehrsmittel oder von einem zum anderen Bahnhof, Flughafen oder Hafen erforderlich ist. Bei Zubringerdiensten wie etwa dem Shuttlebus oder dem Vorfeldbus, die den Transport zu einem Haupttransportmittel übernehmen, ist die Übergangszeit zum Haupttransportmittel im Fahrplan stets berücksichtigt.

## Eisenbahn
Die Übergangszeit setzt sich zusammen aus der Mindestübergangszeit und einer Übergangspufferzeit, welche eine Übertragung von Folgeverspätungen begrenzen soll. Unter Übergangszeit versteht man die Zeit, die für das Umsteigen der Reisenden mit ihrem Gepäck, mitunter auch für das Überführen von Kurswagen, erforderlich ist. Anschlusszug ist der Zug, bei dem zwischen seiner planmäßigen Ankunftszeit und der Abfahrtzeit eines anderen Zugs gleicher oder anderer Richtung die Übergangszeit enthalten ist. Die Ankunft der Anschlusszüge muss angemessene Übergangszeiten vorsehen, damit der Hauptzug nicht in die Lage kommt, auf den Anschluss warten zu müssen und dadurch seinen eigenen Fahrplan gefährdet. Ob ein Anschlusszug wartet, wird im Einzelfall von Disponenten entschieden, wobei sie die Anzahl der betroffenen Reisenden, vorhandene Alternativverbindungen und die Auswirkung der längeren Standzeit auf den wartenden Anschlusszug berücksichtigen.
Die Übergangszeit stellt einen Zeitraum dar, der für Reisende erforderlich ist, um von einem ankommenden auf einen abbringenden Zug zu wechseln. Basis der Übergangszeit ist die physikalische Entfernung unter Einbeziehung der örtlichen Umstände, die um einen definierten Qualitätsparameter zwischen 0 und 2 Minuten ergänzt wird. Ein Anschluss ist nur gegeben, wenn die Übergangszeit eingehalten ist. Übergangszeiten finden Anwendung in Bahnhöfen mit Anschlussbeziehungen. Bei Verspätungen gilt:
- Nur wenn die Übergangszeit bei fahrplanmäßigem Eintreffen gegeben wäre, wird der Anschlusszug möglicherweise warten. Ob dies tatsächlich der Fall ist, hängt davon ab, inwieweit die sonstigen Kriterien erfüllt sind (z. B. warten Fernzüge in der Regel nicht auf Regionalzüge).
- Wenn die Fahrkarte speziell für diesen Anschlusszug ausgestellt ist, wird die Zugbindung aufgehoben, falls durch die Verspätung der Anschluss nicht erreicht wird.[7]

## Flugzeug
Der Wechsel des Flugzeugs an einem Flughafen (englisch stopover) wird erforderlich, wenn das ankommende Flugzeug nicht das Flugziel des abfliegenden Flugzeugs anfliegt. Übergangszeit ist hierbei die Zeit, die notwendig ist, um Flugpassagiere und Gepäck vom Zubringerflug zum Anschlussflug zu bringen. Der Flughafentransfer innerhalb eines Flughafens wird von der Gepäckabfertigung oft mittels vollautomatisierter Gepäckförderanlage übernommen und beim Gepäck über den UN/LOCODE des Zielflughafens gesteuert. Aus technischen Gründen muss eine – je nach Flughafen unterschiedliche – Mindestumsteigezeit (englisch Minimum Connecting Time, MCT) zwischen 30 Minuten und 120 Minuten (Frankfurt am Main: 45 Minuten MCT) bis zur Abflugzeit des nächsten Fluges vorhanden sein. Die MCT gibt für einen Flugplatz die minimale Zeitspanne an, die ein Passagier für das Umsteigen von Flugzeug zu Flugzeug benötigt. Dabei ist zu berücksichtigen, dass die MCT nur den Zeitraum zwischen Ankunft an der Parkposition (englisch on block) und Verlassen der Parkposition (englisch off block) beinhaltet, während es für die tatsächliche Umsteigezeit auf die Zeitspanne zwischen Verlassen des Zubringerfluges (nach dem Öffnen der Türen) und Ende des Boarding ankommt. Die Flugpassagiere müssen insbesondere bei Großflughäfen unter Umständen lange Wegstrecken von Terminal zu Terminal bei Anschlussflügen berücksichtigen.

## Folgen
Geplante Übergangszeiten setzen die Pünktlichkeit aller beteiligten Transportmittel voraus. Kommt es zur Verspätung eines zubringenden Transportmittels, kann dadurch das nachfolgende pünktliche Haupttransportmittel nicht mehr erreicht werden. Deshalb sind in die Übergangszeiten Pufferzeiten einzubauen, die mögliche Verspätungen berücksichtigen. Wird die Übergangszeit durch die Verspätung des Zubringers unterschritten und die Fluggesellschaft kann nicht darlegen, wie der Fluggast seinen Anschluss doch noch hätte erreichen können, muss die Fluggesellschaft eine Entschädigung zahlen.